# Bolesław Kumor
Bolesław Kumor (ur. 1 grudnia 1925 w Niskowej koło Nowego Sącza, zm. 23 października 2002 w Lublinie) – polski duchowny katolicki, historyk specjalizujący się w dziejach Kościoła katolickiego w okresie nowożytnym, profesor nauk teologicznych.

## Życiorys
Syn Grzegorza i Kunegundy z Pasiutów. W latach 1931–1938 uczęszczał do szkoły powszechnej im. Stanisława Konarskiego w Nowym Sączu. Następnie rozpoczął edukację w Gimnazjum i Liceum Ogólnokształcącym im. Bolesława Chrobrego w Nowym Sączu. Po wybuchu II wojny światowej i zamknięciu placówki uczył się w Państwowej Szkole Handlowej (1940–1942). Po jej zamknięciu pracował w Fabryce Przetworów Owocowych.
Po zakończeniu wojny uczył się w Państwowym Gimnazjum i Liceum im. Jana Długosza w Nowym Sączu, a potem przeniósł się do Gimnazjum i Liceum im. Kazimierza Brodzińskiego w Tarnowie. Tutaj od 1945 do 1947 przebywał w Małym Seminarium Duchownym. Egzamin maturalny złożył w 1947. Następnie wstąpił do Wyższego Seminarium Duchownego w Tarnowie, gdzie studiował filozofię i teologię. W 1952 ukończył studia teologiczne na Wydziale Teologicznym Uniwersytetu Jagiellońskiego, uzyskując tytuł magistra teologii na podstawie pracy Mikołaj Trąba, pierwszy prymas Polski. W czasie studiów seminaryjnych napisał także rozprawę Jan Ostroróg i reforma Kościoła w XV w. oraz monografię rodzinnej parafii Zarys historyczny parafii Trzetrzewina i wiosek do niej należących. 4 maja 1952 przyjął święcenia kapłańskie z rąk bpa Jana Stepy.
W 1954 uzyskał stopień licencjata z teologii moralnej na KUL. W tym samym roku obronił na tej uczelni pracę doktorską z historii Kościoła, napisaną pod kierunkiem ks. prof. Mieczysława Żywczyńskiego Dzieje polityczno-geograficzne diecezji tarnowskiej (1786-1939). Od 1954 współpracował z Komisją Wydawniczą Encyklopedii Katolickiej.
W 1957 r. uzyskał drugie magisterium pod kierunkiem prof. Jerzego Kłoczowskiego (Zanik organizacji parafialnej w Małopolsce południowej do końca XVI wieku). Pięć lat później uzyskał stopień doktora habilitowanego na Wydziale Teologii KUL (zatwierdzony z powodów politycznych dopiero siedem lat później).
W latach 1957–1959 był prefektem w tarnowskim seminarium oraz dyrektorem tamtejszego Archiwum Diecezjalnego.
W 1960 został zatrudniony na KUL w Ośrodku Archiwa Biblioteki i Muzea Kościelne (gdzie zapoczątkował proces mikrofilmowania archiwaliów kościelnych) oraz przy Katedrze Średniowiecznej Historii Kościoła. Był redaktorem pisma „Archiwa, Biblioteki i Muzea Kościelne” oraz „Roczników Teologicznych”. W 1966 otrzymał stopień naukowy docenta. Od 1967 do 1972 kierował Katedrą Kościoła w Starożytności Chrześcijańskiej. W latach 1968–1972 sprawował funkcję prodziekana Wydziału Teologicznego, a w latach 1973–1976 i 1982-83 kierownika Instytutu Kościoła. Był także kierownikiem Katedry Historii Kościoła w Czasach Nowożytnych oraz zastępcą kierownika Zakładu Badań nad Migracją i Duszpasterstwem Polonijnym przy KUL. Jednocześnie w Krakowie sprawował kierownictwo nad Katedrą Historii Kościoła w Czasach Nowożytnych i Najnowszych na Papieskim Wydziale Teologicznym w Krakowie.
W 1969 został profesorem nadzwyczajnym, a w 1987 profesorem zwyczajnym.
Pod jego kierunkiem stopień naukowy doktora uzyskał m.in. Jacek Urban i Stanisław Nabywaniec.
W 1993 został odznaczony Krzyżem Kawalerskim Orderu Odrodzenia Polski.
W 1982 został szambelanem papieskim, a w 1994 prałatem honorowym Jego Świątobliwości.
Był autorem około 650 publikacji, w tym 37 książek. Ustanowił fundację swojego imienia przyznającą nagrodę za najlepsze prace dyplomowe z zakresu historii Kościoła. Prócz tego Fundacja Sądecka każdego roku ogłasza konkurs o Nagrodę im. ks. prof. Bolesława Kumora na „Książkę o Sądecczyźnie” i „Sądeckiego Autora”.
Zmarł 23 października 2002 i został pochowany na dziedzińcu kościoła pw. św. Stanisława Kostki w Niskowej. 

## Upamiętnienie
- W Domu Zakonnym Sióstr Zmartwychwstanek w Niskowej powstała Izba Pamięci ks. prof. B. Kumora[7].
- 17 września 2022 Zespół Szkolno-Przedszkolny w Niskowej nazwano jego imieniem[8].